# Санкт-Анна-ам-Лафантегг
Санкт-Анна-ам-Лафантегг (нем. Sankt Anna am Lavantegg) — бывшая община (нем. Gemeinde) в Австрии, в составе политического округа Мурталь федеральной земли Штирия.
До 1 января 2015 года — сельская община (община без статуса). Община входила в состав политического округа Мурталь. Население общины на 31 декабря 2014 года — 417 человек, площадь — 47,14 км². Идентификационный код — 6 20 25 (2012—2014гг.). Община Санкт-Анна-ам-Лафантегг с 1 января 2015 года входит в состав политической общины Обдах.

## Политическая ситуация

### Выборы—2005
Бургомистр общины — Йозеф Мойтци (СДПА) по результатам выборов 2005 года.
Совет представителей общины (нем. Gemeinderat) состоит из 9 мест.
Распределение мест:
- СДПА занимает 6 мест;
- АНП занимает 3 места.

### Выборы—2010
Бургомистр общины — Йозеф Мойтци (СДПА) по результатам выборов 2010 года.
Совет представителей общины (нем. Gemeinderat) состоит из 9 мест.
Распределение мест:
- СДПА занимает 6 мест;
- АНП занимает 3 места.

## Фотогалерея

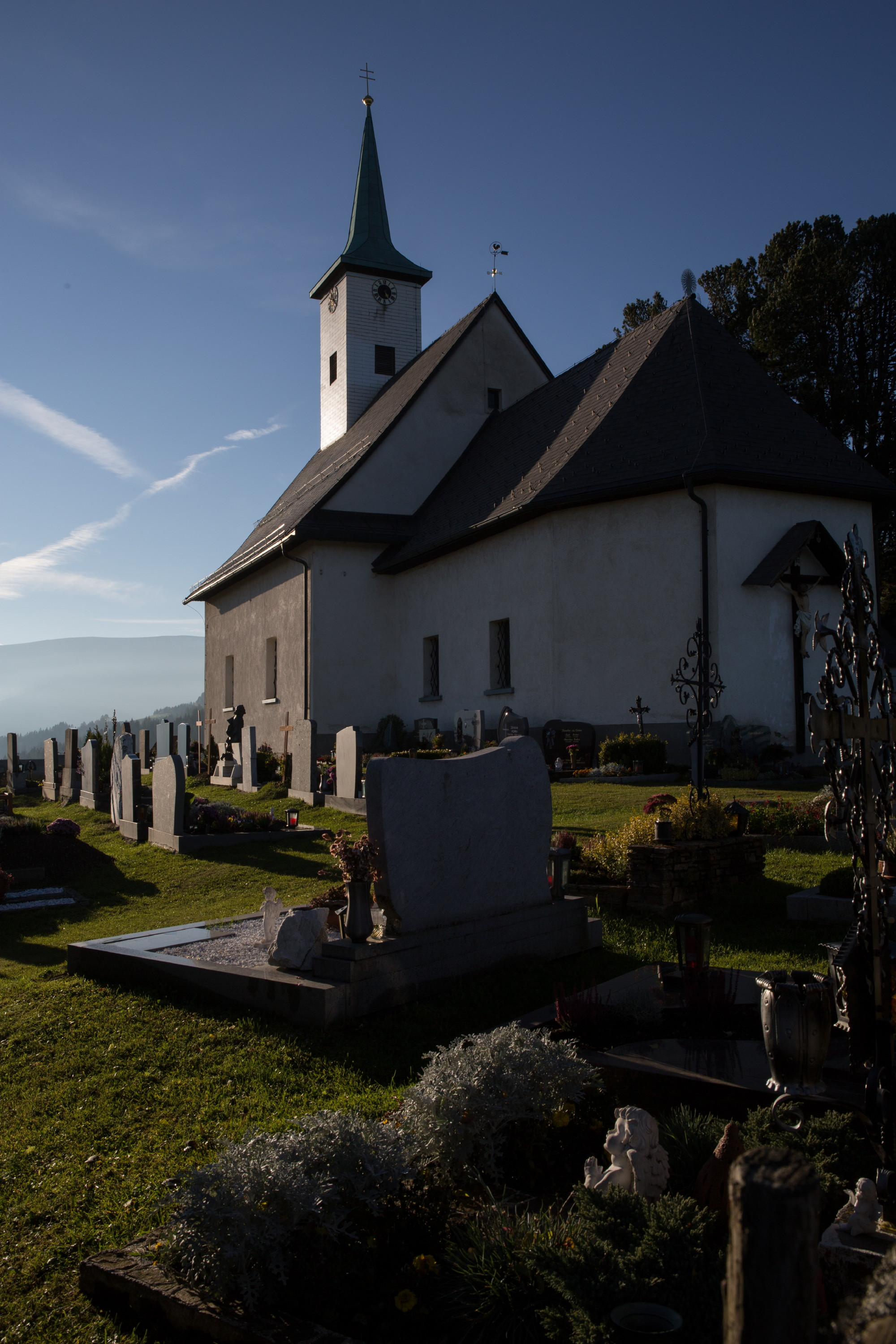
Католическая приходская церковь св. Йоахима и Анны (кладбище и хозяйственные постройки)
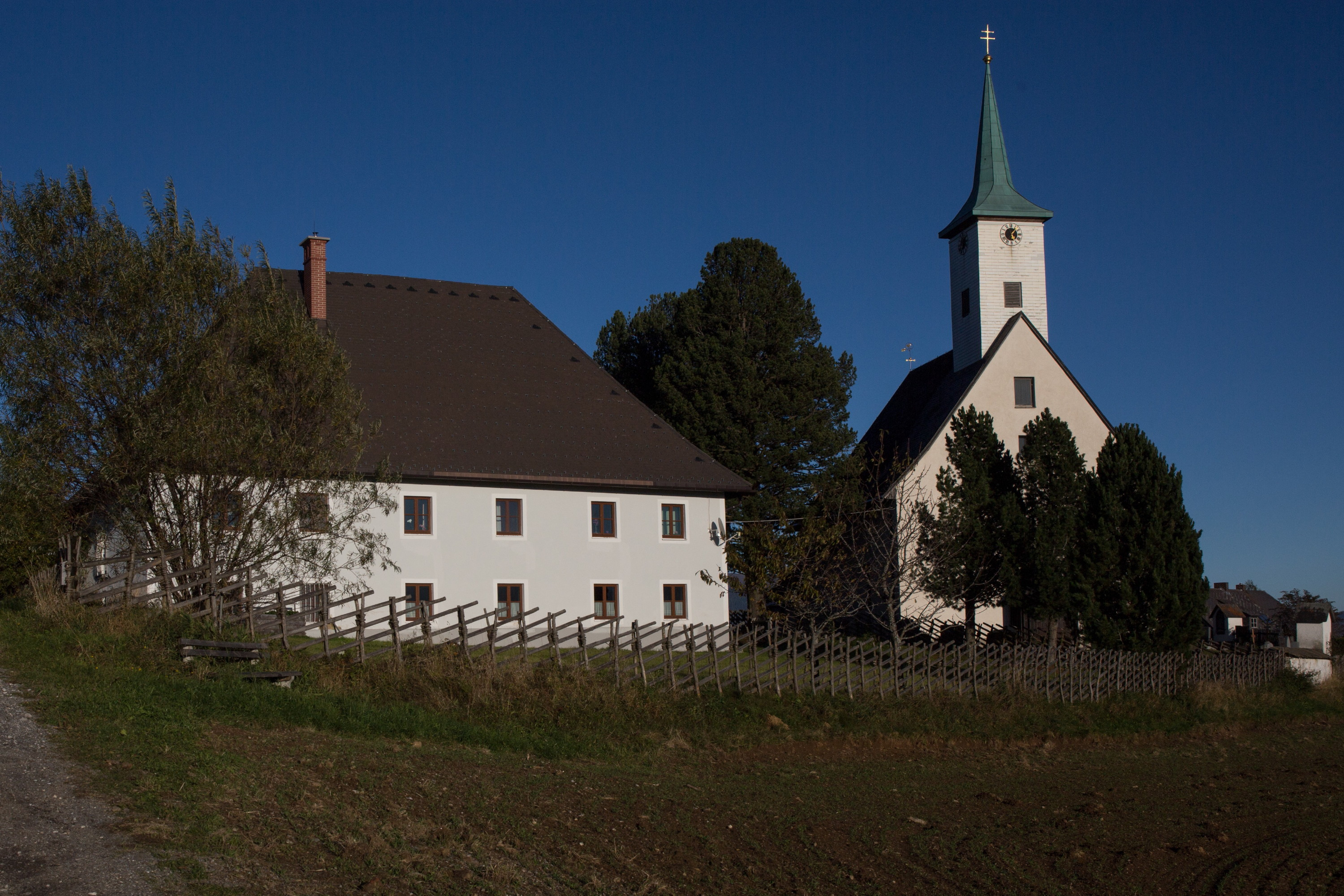
Приходская усадьба (викариат)